# Населення Камеруну
Населення Камеруну. Чисельність населення країни 2015 року становила 23,739 млн осіб (53-тє місце у світі). Оцінка кількості населення цієї держави враховує ефекти зайвої смертності через захворювання на СНІД. Чисельність камерунців стабільно збільшується, народжуваність 2015 року становила 36,17 ‰ (18-те місце у світі), смертність — 10,11 ‰ (42-ге місце у світі), природний приріст — 2,59 % (19-те місце у світі) . 

## Природний рух

### Відтворення
Народжуваність у Камеруні, станом на 2015 рік, дорівнює 36,17 ‰ (18-те місце у світі). Коефіцієнт потенційної народжуваності 2015 року становив 4,76 дитини на одну жінку (20-те місце у світі). Рівень застосування контрацепції 23,4 % (станом на 2011 рік). Середній вік матері при народженні першої дитини становив 19,7 року, медіанний вік для жінок — 25—29 років (оцінка на 2011 рік).
Смертність в Камеруні 2015 року становила 10,11 ‰ (42-ге місце у світі).
Природний приріст населення в країні 2015 року становив 2,59 % (19-те місце у світі).

### Вікова структура

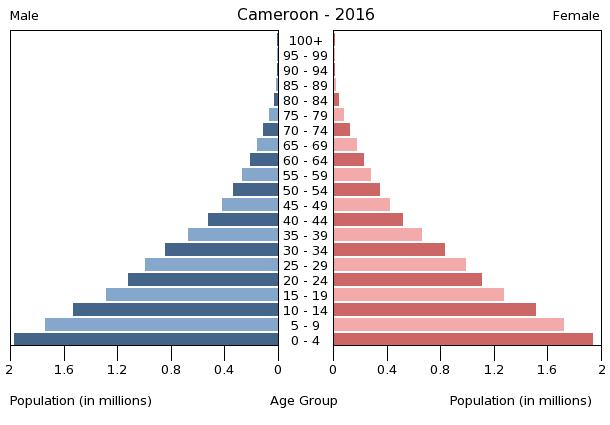
Віково-статева піраміда населення Камеруну, 2016 рік

Середній вік населення Камеруну становить 18,5 року (208-ме місце у світі): для чоловіків — 18,4, для жінок — 18,6 року. Очікувана середня тривалість життя 2015 року становила 57,93 року (203-тє місце у світі), для чоловіків — 56,62 року, для жінок — 59,28 року.
Вікова структура населення Камеруну, станом на 2015 рік, мала такий вигляд:
- діти віком до 14 років — 42,78 % (5 115 958 чоловіків, 5 039 121 жінка);
- молодь віком 15—24 роки — 19,58 % (2 337 061 чоловік, 2 310 178 жінок);
- дорослі віком 25—54 роки — 30,53 % (3 644 779 чоловіків, 3 603 610 жінок);
- особи передпохилого віку (55—64 роки) — 3,96 % (458 001 чоловік, 481 717 жінок);
- особи похилого віку (65 років і старіші) — 3,15 % (348 754 чоловіки, 400 038 жінок)[1].

### Шлюбність— розлучуваність
Середній вік, коли чоловіки беруть перший шлюб, дорівнює 25,8 року, жінки — 19,0 року, загалом — 22,4 року (дані за 2011 рік).

## Розселення
Густота населення країни 2015 року становила 49,4 особи/км² (167-ме місце у світі).

### Урбанізація
Камерун високоурбанізована країна. Рівень урбанізованості становить 54,4 % населення країни (станом на 2015 рік), темпи зростання частки міського населення — 3,6 % (оцінка тренду за 2010—2015 роки).
Головні міста держави: Яунде (столиця) — 3,066 млн осіб, Дуала — 2,943 млн осіб (дані за 2015 рік).

### Міграції
Річний рівень еміграції 2015 року становив 0,15 ‰ (117-те місце у світі). Цей показник не враховує різниці між законними і незаконними мігрантами, між біженцями, трудовими мігрантами та іншими.

#### Біженці й вимушені переселенці
Станом на 2016 рік, в країні постійно перебуває 259,15 тис. біженців з Центральноафриканської Республіки, 66,1 тис. з Нігерії. У той самий час у країні, станом на 2015 рік, налічується 190,59 тис. осіб без громадянства.
Камерун є членом Міжнародної організації з міграції (IOM).

## Расово-етнічний склад
| Етнічний склад (2015 рік) | Етнічний склад (2015 рік) | Етнічний склад (2015 рік) | Етнічний склад (2015 рік) | Етнічний склад (2015 рік) |
| ------------------------- | ------------------------- | ------------------------- | ------------------------- | ------------------------- |
| Етнос:                    |                           |                           | Відсоток:                 |                           |
| бамілеке, бамум, тікар    | бамілеке, бамум, тікар    |                           | 31%                       | 31%                       |
| народи банту              | народи банту              |                           | 27%                       | 27%                       |
| кірді                     | кірді                     |                           | 11%                       | 11%                       |
| фульбе                    | фульбе                    |                           | 10%                       | 10%                       |
| негрілі                   | негрілі                   |                           | 7%                        | 7%                        |
| інші африканці            | інші африканці            |                           | 13%                       | 13%                       |
| неафриканці               | неафриканці               |                           | 1%                        | 1%                        |

Головні етноси країни: гірські племена (бамілеке, бамум, тікар) — 31 %, народи банту — 27 %, кірді — 11 %, фульбе — 10 %, негрілі — 7 %, інші африканці — 13 %, неафриканці — менше 1 % населення.

## Мови
| Мови Камеруну (2015 рік) | Мови Камеруну (2015 рік) | Мови Камеруну (2015 рік) | Мови Камеруну (2015 рік) | Мови Камеруну (2015 рік) |
| ------------------------ | ------------------------ | ------------------------ | ------------------------ | ------------------------ |
| Мова:                    |                          |                          | Відсоток:                |                          |
| англійська               | англійська               |                          | %                        | %                        |
| французька               | французька               |                          | %                        | %                        |

Офіційні мови: англійська і французька. У країні поширені 24 місцеві мови африканських народів.

## Релігії
| Релігії в Камеруні (2005 рік) | Релігії в Камеруні (2005 рік) | Релігії в Камеруні (2005 рік) | Релігії в Камеруні (2005 рік) | Релігії в Камеруні (2005 рік) |
| ----------------------------- | ----------------------------- | ----------------------------- | ----------------------------- | ----------------------------- |
| Віросповідання:               |                               |                               | Відсоток:                     |                               |
| католики                      | католики                      |                               | 38.4%                         | 38.4%                         |
| протестанти                   | протестанти                   |                               | 26.3%                         | 26.3%                         |
| християни                     | християни                     |                               | 4.5%                          | 4.5%                          |
| мусульмани                    | мусульмани                    |                               | 20.9%                         | 20.9%                         |
| анімісти                      | анімісти                      |                               | 5.6%                          | 5.6%                          |
| інші                          | інші                          |                               | 1%                            | 1%                            |
| атеїсти                       | атеїсти                       |                               | 3.2%                          | 3.2%                          |

Головні релігії й вірування, які сповідує, і конфесії та церковні організації, до яких відносить себе населення країни: католицтво — 38,4 %, протестантизм — 26,3 %, інші течії християнства — 4,5 %, іслам — 20,9 %, анімізм — 5,6 %, інші — 1 %, атеїзм — 3,2 % (станом на 2005 рік).

## Освіта
Рівень письменності 2015 року становив 75 % дорослого населення (віком від 15 років): 81,2 % — серед чоловіків, 68,9 % — серед жінок.
Державні витрати на освіту становлять 3 % ВВП країни, станом на 2013 рік (133-тє місце у світі). Середня тривалість освіти становить 10 років, для хлопців — до 11 років, для дівчат — до 10 років (станом на 2011 рік).

## Охорона здоров'я
Забезпеченість лікарями в країні на рівні 0,08 лікаря на 1000 мешканців (станом на 2009 рік). Забезпеченість лікарняними ліжками в стаціонарах — 1,3 ліжка на 1000 мешканців (станом на 2010 рік). Загальні витрати на охорону здоров'я 2014 року становили 4,1 % ВВП країни (139-те місце у світі).
Смертність немовлят до 1 року, станом на 2015 рік, становила 53,63 ‰ (29-те місце у світі); хлопчиків — 57,28 ‰, дівчаток — 49,88 ‰. Рівень материнської смертності 2015 року становив 596 випадків на 100 тис. народжень (10-те місце у світі).
Камерун входить до складу ряду міжнародних організацій: Міжнародного руху (ICRM) і Міжнародної федерації товариств Червоного Хреста і Червоного Півмісяця (IFRCS), Дитячого фонду ООН (UNISEF), Всесвітньої організації охорони здоров'я (WHO).

### Захворювання
Потенційний рівень зараження інфекційними хворобами в країні дуже високий. Найпоширеніші інфекційні захворювання: діарея, гепатит А, черевний тиф, малярія, гарячка денге, жовта гарячка, шистосомози, менінгококовий менінгіт, сказ (станом на 2016 рік).
2014 року було зареєстровано 657,5 тис. хворих на СНІД (15-те місце у світі), це 4,77 % населення в репродуктивному віці 15—49 років (14-те місце у світі). Смертність 2014 року від цієї хвороби становила 34,2 тис. осіб (7-ме місце у світі).
Частка дорослого населення з високим індексом маси тіла 2014 року становила 9,6 % (130-те місце у світі); частка дітей віком до 5 років зі зниженою масою тіла становила 14,8 % (оцінка на 2014 рік). Ця статистика показує як власне стан харчування, так і наявну/гіпотетичну поширеність різних захворювань.

### Санітарія
Доступ до облаштованих джерел питної води 2015 року мало 94,8 % населення в містах і 52,7 % в сільській місцевості; загалом 75,6 % населення країни. Відсоток забезпеченості населення доступом до облаштованого водовідведення (каналізація, септик): в містах — 61,8 %, в сільській місцевості — 26,8 %, загалом по країні — 45,8 % (станом на 2015 рік). Споживання прісної води, станом на 2005 рік, дорівнює 0,97 км³ на рік, або 58,9 тонни на одного мешканця на рік: з яких 23 % припадає на побутові, 10 % — на промислові, 68 % — на сільськогосподарські потреби.

## Соціально-економічне становище
Співвідношення осіб, що в економічному плані залежать від інших, до осіб працездатного віку (15—64 роки) загалом становить 84,3 % (станом на 2015 рік): частка дітей — 78,4 %; частка осіб похилого віку — 5,9 %, або 16,9 потенційно працездатного на 1 пенсіонера. Загалом ці показники характеризують рівень потреби державної допомоги в секторах освіти, охорони здоров'я та пенсійного забезпечення, відповідно. За межею бідності 2000 року перебувало 48 % населення країни. Розподіл доходів домогосподарств у країні має такий вигляд: нижній дециль — 2,3 %, верхній дециль — 35,4 % (станом на 2001 рік).
Станом на 2013 рік, в країні 10,1 млн осіб не має доступу до електромереж; 55 % населення має доступ, в містах цей показник дорівнює 88 %, у сільській місцевості — 17 %. Рівень проникнення інтернет-технологій низький. Станом на липень 2015 року в країні налічувалось 4,909 млн унікальних інтернет-користувачів (108-ме місце у світі), що становило 20,7 % загальної кількості населення країни.

### Трудові ресурси
Загальні трудові ресурси 2015 року становили 9,332 млн осіб (53-тє місце у світі). Зайнятість економічно активного населення у господарстві країни розподіляється таким чином: аграрне, лісове і рибне господарства — 70 %; промисловість і будівництво — 13 %; сфера послуг — 17 % (станом на 2001 рік). 1,396 млн дітей у віці від 5 до 14 років (31 % загальної кількості) 2006 року були залучені до дитячої праці. Безробіття 2011 року дорівнювало 30 % працездатного населення (186-те місце у світі); серед молоді у віці 15—24 років ця частка становила 6,4 %, серед юнаків — 5,3 %, серед дівчат — 7,5 %.

## Кримінал

### Торгівля людьми
Згідно зі щорічною доповіддю про торгівлю людьми (англ. Trafficking in Persons Report) Управління з моніторингу та боротьби з торгівлею людьми Державного департаменту США, уряд Камеруну докладає значних зусиль у боротьбі з явищем примусової праці, сексуальної експлуатації, незаконною торгівлею внутрішніми органами, але законодавство відповідає мінімальним вимогам американського закону 2000 року щодо захисту жертв (англ. Trafficking Victims Protection Act’s) не повною мірою, країна перебуває у списку другого рівня.

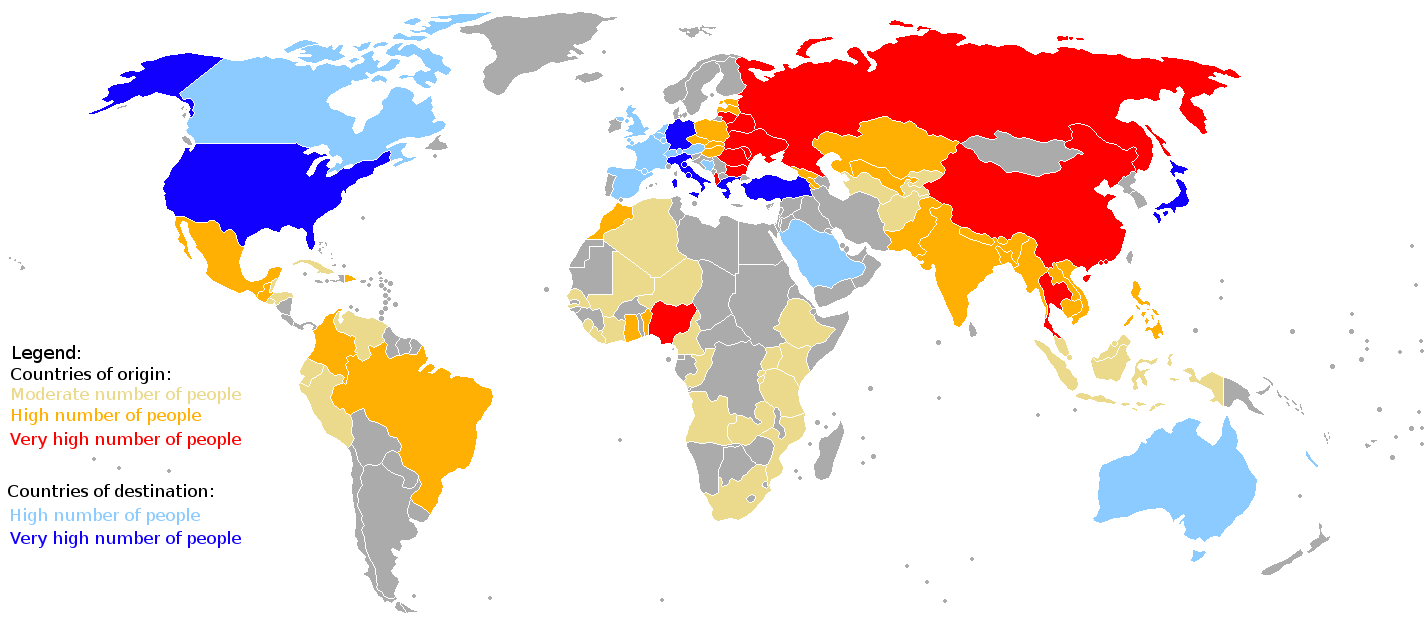
Країни-донори (червоний) і країни-реципієнти кримінальних потоків  (англ.)
Глобальна боротьба з торгівлею людьми (англ.)

## Гендерний стан
Статеве співвідношення (оцінка 2015 року):
- при народженні — 1,03 особи чоловічої статі на 1 особу жіночої;
- у віці до 14 років — 1,02 особи чоловічої статі на 1 особу жіночої;
- у віці 15—24 років — 1,01 особи чоловічої статі на 1 особу жіночої;
- у віці 25—54 років — 1,01 особи чоловічої статі на 1 особу жіночої;
- у віці 55—64 років — 0,95 особи чоловічої статі на 1 особу жіночої;
- у віці за 64 роки — 0,87 особи чоловічої статі на 1 особу жіночої;
- загалом — 1,01 особи чоловічої статі на 1 особу жіночої[1].

### Українською
- Атлас. 10—11 клас. Економічна і соціальна географія світу / упорядники :  О. Я. Скуратович, Н. І. Чанцева. — К. : ДНВП «Картографія», 2010. — ISBN 978-966-475-639-3.
- Атлас світу / голов. ред. І. С. Руденко ; зав. ред. В. В. Радченко ; відп. ред. О. В. Вакуленко. — К. : ДНВП «Картографія», 2005. — 336 с. — ISBN 9666315467.
- Безуглий В. В. Економічна і соціальна географія зарубіжних країн : Навчальний посібник. — К. : ВЦ «Академія», 2007. — 704 с. — ISBN 978-966-580-239-6.
- Безуглий В. В., Козинець С. В. Регіональна економічна і соціальна географія світу : Навчальний посібник. — видання 2-ге, доп., перероб. — К. : ВЦ «Академія», 2007. — 688 с. — ISBN 966-580-144-9.
- Головченко В. І., Кравчук О. Країнознавство: Азія, Африка, Латинська Америка, Австралія і Океанія. — К., 2006. — 335 с. — ISBN 966-8939-04-2.
- Гудзеляк І. І. Географія населення: Навчальний посібник / І. Гудзеляк. — Л. : Видавничий центр ЛНУ імені Івана Франка, 2008. — 232 с. — ISBN 978-966-613-599-8.
- Дахно І. І. Країни світу: Енциклопедичний довідник / І. І. Дахно, С. М. Тимофієв. — К. : Мапа, 2011. — 606 с. — (Бібліотека нового українця) — ISBN 978-966-8804-23-6.
- Дахно І. І. Економічна географія зарубіжних країн : навчальний посібник. — К. : Центр учбової літератури, 2014. — 319 с. — ISBN 978-611-01-0682-5.
- Джаман В. О. Регіональні системи розселення: демографічні аспекти. — Чернівці : Рута, 2003. — 392 с. — ISBN 9665685988.
- Дорошенко Л. С. Демографія: Навчальний посібник. — К. : МАУП, 2005. — 112 с. — ISBN 966-608-442-2.
- Дубович І. А. Країнознавчий словник-довідник. — 5-те вид., перероб. і доп. — К. : Знання, 2008. — 839 с. — ISBN 978-966-346-330-8.
- Економічна і соціальна географія країн світу. Навчальний посібник / За ред. Кузика С. П. — Л. : Світ, 2002. — 672 с. — ISBN 966-603-178-7.
- Загальна медична географія світу / В. О. Шевченко [та ін.] — К. : [б.в.], 1998. — 178 с.
- Книш М. М., Мамчур О. І. Регіональна економічна і соціальна географія світу (Латинська Америка та Карибські країни, Африка, Азія, Океанія) : навч. посіб. — Л. : ЛНУ ім. Івана Франка, 2013. — 368 с. — ISBN 978-617-10-0007-0.
- Крисаченко В. С. Динаміка населення: Популяційні, етнічні та глобальні виміри. — К. : Видавництво Національного інституту стратегічних досліджень, 2005. — 368 с. — ISBN 966-554-083-1.
- Любіцева О. О., Мезенцев К. В., Павлов С. В. Географія релігій. — К. : АртЕК, 1999. — 504 с. — ISBN 966-505-006-0.
- Масляк П. О. Країнознавство. — К. : Знання, 2007. — 292 с. — (Вища освіта XXI століття)
- Масляк П. О., Дахно І. І. Економічна і соціальна географія світу / П. О. Масляк, І. І. Дахно ; за ред. П. О. Масляка. — К. : Вежа, 2003. — 280 с. — ISBN 966-7091-53-8.

### Російською
- (рос.) Камерун // Демографический энциклопедический словарь / главн. ред. Валентей Д. И. — М. : Советская энциклопедия, 1985. — 608 с.
- (рос.) Камерун // Африка: энциклопедический справочник [в 2-х тт.] / гл. ред. А. Громыко. — М. : Советская энциклопедия, 1986. — Т. 1. — 672 с.
- (рос.) Камерун // Страны и народы. Африка. Западная и Центральная Африка / Редкол. : М. Б. Горнунг, Г. Б. Старушенко (отв. ред.) и др. — М. : «Мысль», 1979. — 301 с. — (Страны и народы) — 180 тис. прим.
- (рос.) Атлас народов мира / Отв. ред. С. И. Брук и В. С. Апенченко. — М. : ГУГК ГГК СССР и Институт этнографии им. Н. Н. Миклухо-Маклая АН СССР, 1964. — 185 с. — 20 тис. прим.
- (рос.) Численность и расселение народов мира. Этнографические очерки / под ред. С. И. Брука. — М. : Издательство АН СССР, 1962. — 487 с.
- (рос.) Лаппо Г. М. География городов: Учебное пособие для географических факультетов вузов. — М. : Туманит, изд. центр ВЛАДОС, 1997. — 476 с. — ISBN 5-691-00047-0.
- (рос.) Ягельский А. География населения. — М. : Прогресс, 1980. — 383 с.